# Il giovedì
Il giovedì è un film del 1964 diretto da Dino Risi, con Walter Chiari.

## Trama
Dino Versini, uno spiantato quarantenne un po' sbruffone e con un matrimonio fallito alle spalle, passa una giornata con il figlio Robertino, di 8 anni, che non vedeva da tempo. Dopo la freddezza iniziale, il bambino prende via via consapevolezza dei difetti del padre e comincerà a volergli bene così com'è, con tutti i suoi limiti. Quando Dino lo riaccompagnerà dalla madre, tra i due si sarà creato un legame molto forte.

## Il film
Dino Risi era molto affezionato a questa commedia triste, questo film «sobrio e delicato, lucido e malinconico», che purtroppo ebbe scarso successo sia di pubblico che di critica: un «figlio minore e debole ma amato che è come il suo personaggio: uno sbruffone suo malgrado, un essere fragile, umano, in cerca di calore e protezione, che tenta di vivere alla grande ma non sa mordere e le prende da tutte le parti».
L'idea del film, scritto poi a sei mani con Castellano e Pipolo, venne al regista da un suo conoscente separato dalla moglie che vedeva soltanto saltuariamente il figlio avuto da lei, un po' anche come il personaggio di Sordi in un altro film di Risi di quegli anni, Una vita difficile (1961). Nel Giovedì, come nel film precedente, il bambino scopre le bugie del padre ma gliele perdona, essendo «più adulto del padre rimasto bambino».
«Concertato finissimo di malinconie e di patetici atteggiamenti, il film aderisce ai gesti, alle frasi, agli impulsi di un quarantenne abbastanza scapestrato, abbastanza fallito e molto più bambino del bambino. [...] C'è un leitmotiv indicibile in questa giornata ed il regista riesce sorprendentemente ad estrarlo dalla routine del personaggio Chiari, l'eterno fanciullo che neppure il cinema ha voluto far mai crescere».
Secondo Dino Risi, in effetti, l'insuccesso del Giovedì – per il cui ruolo principale si era offerto Ugo Tognazzi, che probabilmente gli avrebbe dato una maggiore visibilità commerciale – si deve alla scelta dell'attore protagonista, Walter Chiari, un mattatore del teatro e della televisione, bravissimo, incontenibile, che nel cinema tuttavia non riuscì mai a sfondare davvero (e di cui questa, peraltro, resta forse l'interpretazione migliore). «Lui chissà perché va bene in teatro, va bene in televisione, e non va bene nel cinema, è una questione di occhi credo, non ha gli occhi, non ha sguardo, ha due buchi».
Come ha rilevato Enrico Giacovelli, il film riesce a sintetizzare nello spazio narrativo di poche ore un'intera epoca, l'illusorio miracolo economico italiano che appena iniziato stava già finendo. Ne è simbolo il macchinone americano del protagonista, che resta senza benzina e viene abbandonato in mezzo alla strada, così come la spiaggia straboccante di gente viene svuotata completamente da un temporale, neanche si fosse trattato di una catastrofe nucleare. «E Walter Chiari cerca di sedurre il figlio con tutte le risorse del consumismo, ma il piccolo gli si affeziona proprio perché scopre che il genitore è un simpatico fallito, rimasto ai margini del boom».

## Curiosità
- In una scena Walter Chiari e il figlio passano davanti a un cinema i cui cartelloni annunciano L'uomo che uccise Liberty Valance di John Ford (in realtà uscito sugli schermi italiani due anni prima). Dopo aver disquisito sui ruoli di John Wayne e James Stewart, padre e figlio entrano per vedere il film, che in realtà il bambino conosce molto bene (mentre il padre crede che Liberty Valance sia una donna), ma vengono respinti dalla cassiera perché il film che si proietta è invece Mondo caldo di notte (anch'esso di due anni prima).
- La storia raccontata dal padre per impressionare il figlioletto è ispirata a La grande fuga di John Sturges (1963).
- C'è nel film anche un cameo delle gemelle Kessler, le show-girl più popolari della televisione italiana nei primi anni Sessanta, che pochi mesi dopo avranno un cameo in un'altra commedia all'italiana, I complessi, di cui un episodio sarà diretto ancora da Risi (ma il loro cameo si trova invece nell'episodio con Alberto Sordi, Guglielmo il dentone di Luigi Filippo D'Amico).